# Salines de Fonte da Bica
Les salines de Fonte da Bica ou Salines de Rio Maior, en activité depuis le XIIe siècle, sont une des rares salines à extraire le sel d'une source de saumure plutôt que le l'eau de mer. Ce site archéologique est situé dans la freguesia de Rio Maior, sur le territoire de la municipalité de Rio Maior (district de Santarém, Portugal),.
Il est classé Immeuble d'intérêt public (Catégorie IIP) depuis 1997.

## Historique
Selon la légende, le site aurait été découvert par une jeune fille qui buvait l'eau de la source tout en gardant un troupeau de bétail. Après avoir raconté à ses parents le goût désagréable de l'eau, ils entreprirent, avec les autres villageois, de creuser un puits dans la source et de commencer à produire du sel.
La première trace écrite remonte à 1177. Le document fait état de la vente de marais salants par Pero D'Aragão (Baragão) et son épouse Sancha Soares aux Templiers. Cet achat ayant eu lieu immédiatement après la Reconquista, certains soupçonnent que la source saline était également utilisée à l'époque arabe, voire romaine.
L'importance capitale des salines est attestée par un document du XVe siècle, dans lequel le roi Alphonse V de Portugal (1438-1481) est mentionné comme propriétaire de cinq bassins. On ignore encore si la Couronne a acquis ces bassins ou s'ils sont restés en possession de la famille royale lorsque les Templiers en ont transféré la propriété à l'Ordre du Christ. Au XVIIe siècle, sous le règne de Jean IV de Portugal (1640-1656), des traces de la vente de salines appartenant à la famille royale au comte de Vimioso sont attestées. 
En 1979, les propriétaires des bassins salants se sont regroupés pour former la Coopérative Agricole des Producteurs de Sel de Rio Maior (Cooperativa Agrícola dos Produtores de Sal de Rio Maior) afin de se soutenir mutuellement dans l'extraction et la commercialisation. En 1986, le système de stockage d'eau a été renouvelé et la saumure extraite est depuis distribuée aux bassins de saumure individuels via des tuyaux en PVC modernes.
Les salines et le village associé sont désormais devenus une attraction touristique, où les produits du sel sont commercialisés directement sur place.

## Description
La zone protégée des salines comprend le puits de saumure proprement dit, les bassins de saumure, qui s'étendent sur une superficie d'environ 22 000 m2, et le village des sauniers.

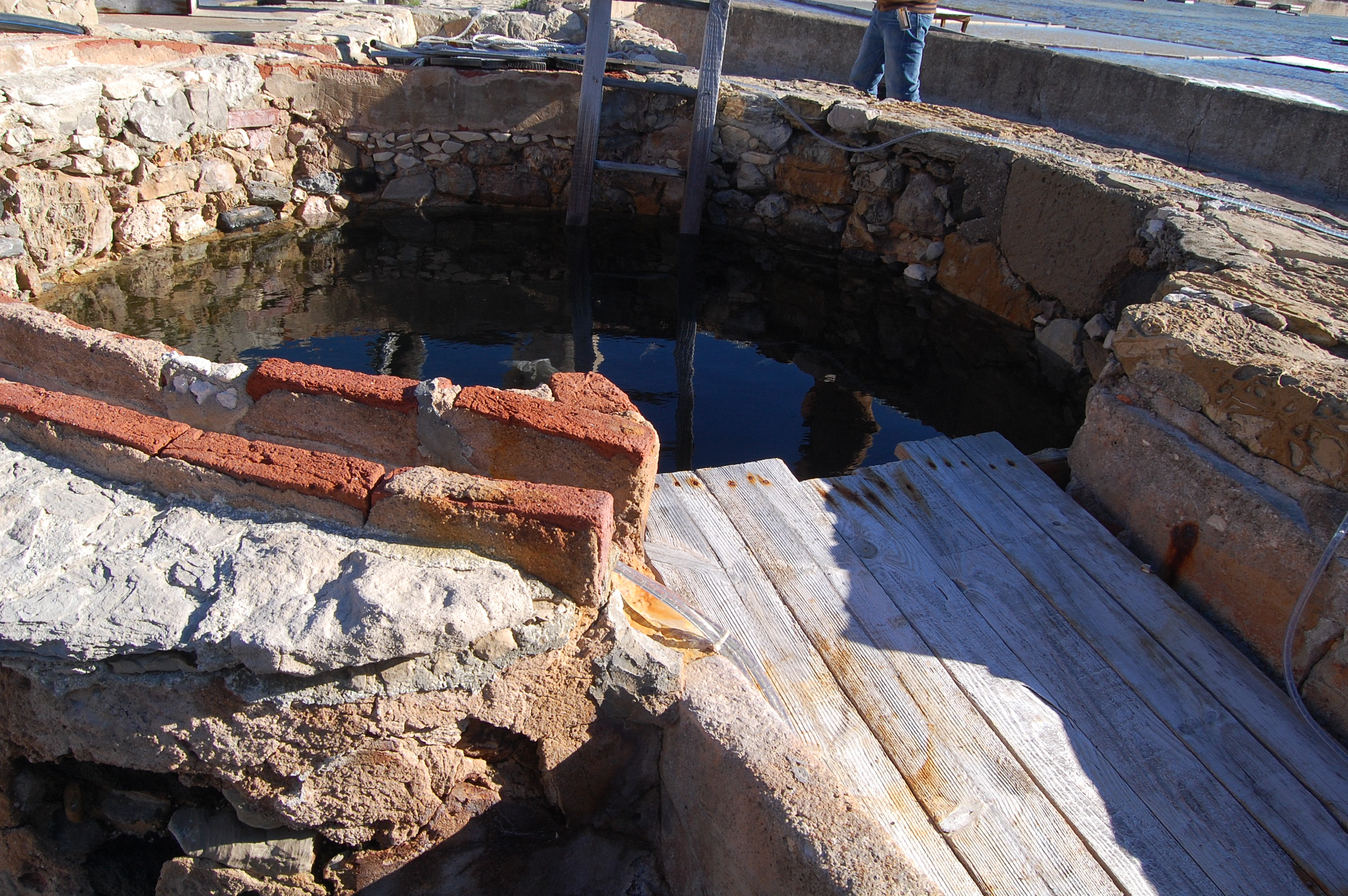
Le puits d'eau saumâtre.

Selon la légende, la source d'eau salée aurait été creusée dans un puits immédiatement après sa découverte. Le puits actuel a un diamètre d'environ 3,75 m et une profondeur de 9 m. Jusqu'aux années 1980, l'extraction de l'eau salée était manuelle à l'aide de deux flèches pivotantes (en portugais : picota ou cegonhas), dont l'origine remonterait probablement à l'époque arabe. Aujourd'hui, elles ont été remplacées par une motopompe.
La source est alimentée par l'un des nombreux cours d'eau souterrains qui traversent le massif calcaire et un gisement de sel formé au Jurassique inférieur), dissolvant les sels et remontant à la surface. Avec une teneur en sel d'environ 220 grammes par litre, environ sept fois plus salé que l'eau de mer.

### Les bassins d'évaporation
Les quelque 470 bassins de saumure rectangulaires et trapézoïdaux de la saline sont répartis autour du puits de saumure. Soixante-dix bassins plus grands servent de réservoirs pour la saumure extraite avant sa distribution dans environ 400 bassins plus petits.

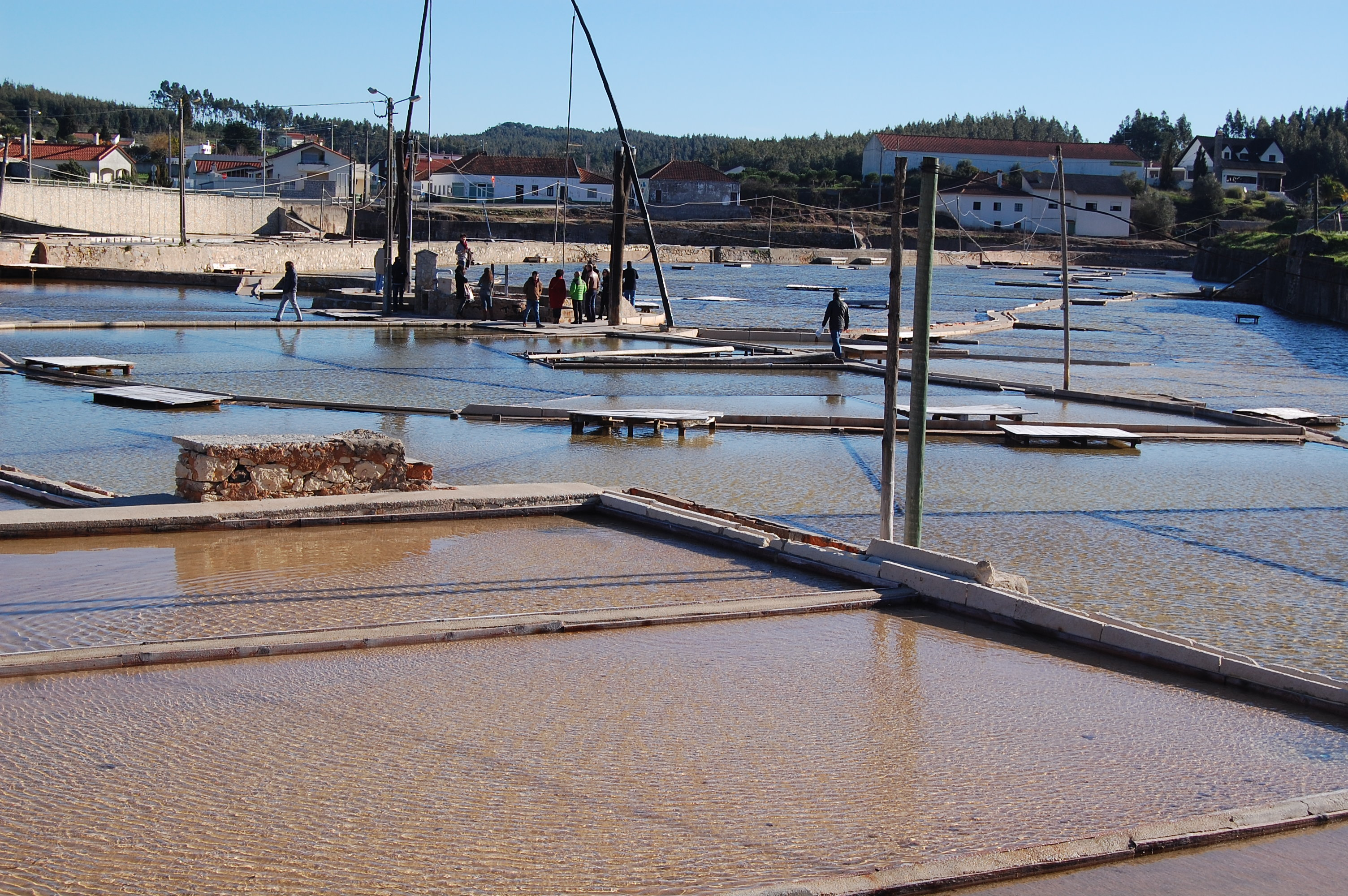
Les bassins d'évaporation.

Les bassins, d'une taille moyenne de 7 × 5 m, sont construits en pierre ou, plus récemment, en ciment. Au centre se trouve une dépression dans laquelle les impuretés du lit peuvent se déposer lors de l'évaporation. Un bassin d'environ 1,50 m de profondeur, situé en périphérie, sert de réservoir à la saumure.
À l'origine, les bassins étaient séparés par des passerelles en planches appelées baratas ; aujourd'hui, on utilise également des briques et des pierres. Dans un coin du bassin, on trouve souvent une plateforme rectangulaire en bois reposant sur quatre poteaux. Ces petites plateformes servent au blanchiment et au séchage du sel extrait d'un ou plusieurs bassins adjacents avant son transport vers les entrepôts du village voisin.

### La production de sel

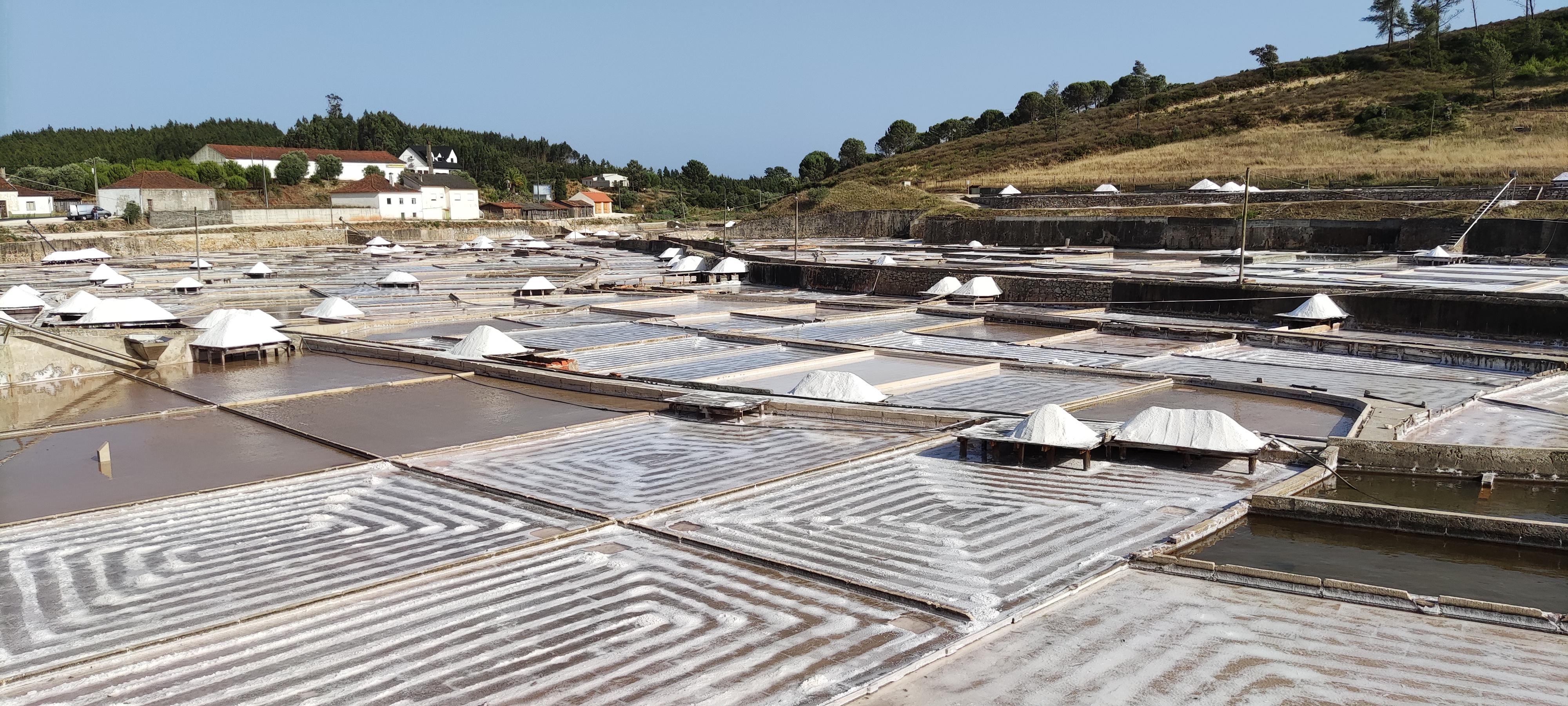
Les salines de Rio Maior.

La saline n'est pas exploitée toute l'année, mais seulement de mai à septembre. Au début de l'année d'exploitation, un propriétaire est désigné parmi les 84 propriétaires de salines pour assurer l'exploitation et l'entretien de l'installation. 
Une fois les cuves remplies de saumure, la récolte peut généralement commencer au bout de sept jours ; dans des conditions météorologiques très favorables au milieu de l'été, le délai peut être réduit à 24 heures.
Les sauniers (marinheiros, en portugais) extraient le sel des bassins avec des râteaux en bois (lousse) et le laissent sécher et blanchir sur des plateformes en bois. Ces pyramides de sel caractéristiques figurent désormais sur les armoiries de Rio Maior. Après séchage et blanchiment, le sel est transporté vers les entrepôts adjacents, broyé, nettoyé et transformé pour la vente.

### Le village des sauniers
Le village, situé au nord-ouest et à l'ouest des marais salants, se compose de simples bâtiments résidentiels et d'entrepôts de plan rectangulaire. Les bâtiments sont entièrement construits et meublés en bois. Même les serrures des portes sont en bois pour protéger contre la corrosion due au sel. 
Certaines de ces maisons en bois typiques abritent aujourd'hui des boutiques d'artisanat, des cafés et des restaurants, mais la plupart servent à la commercialisation des produits locaux à base de sel.

## Galerie

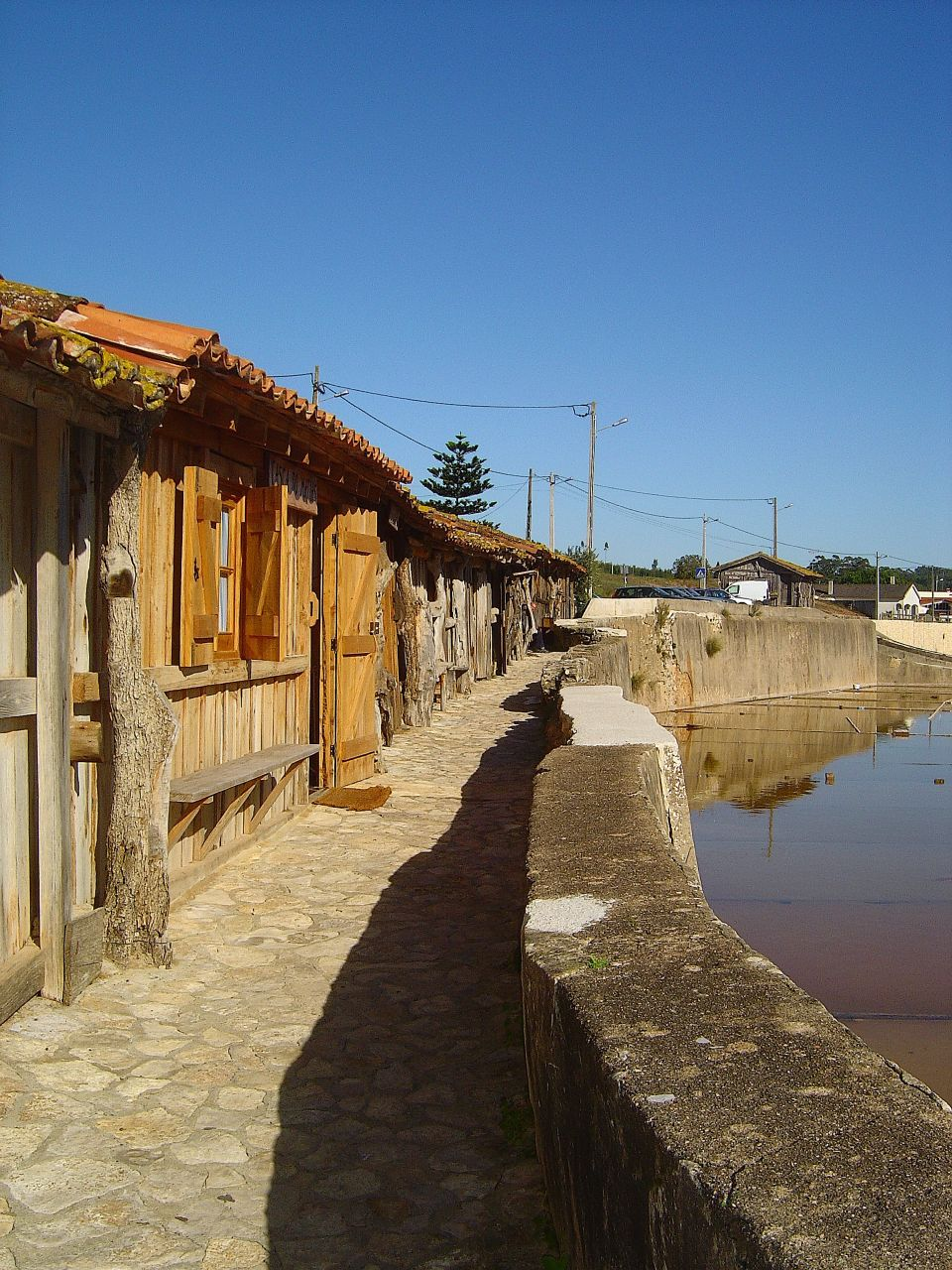
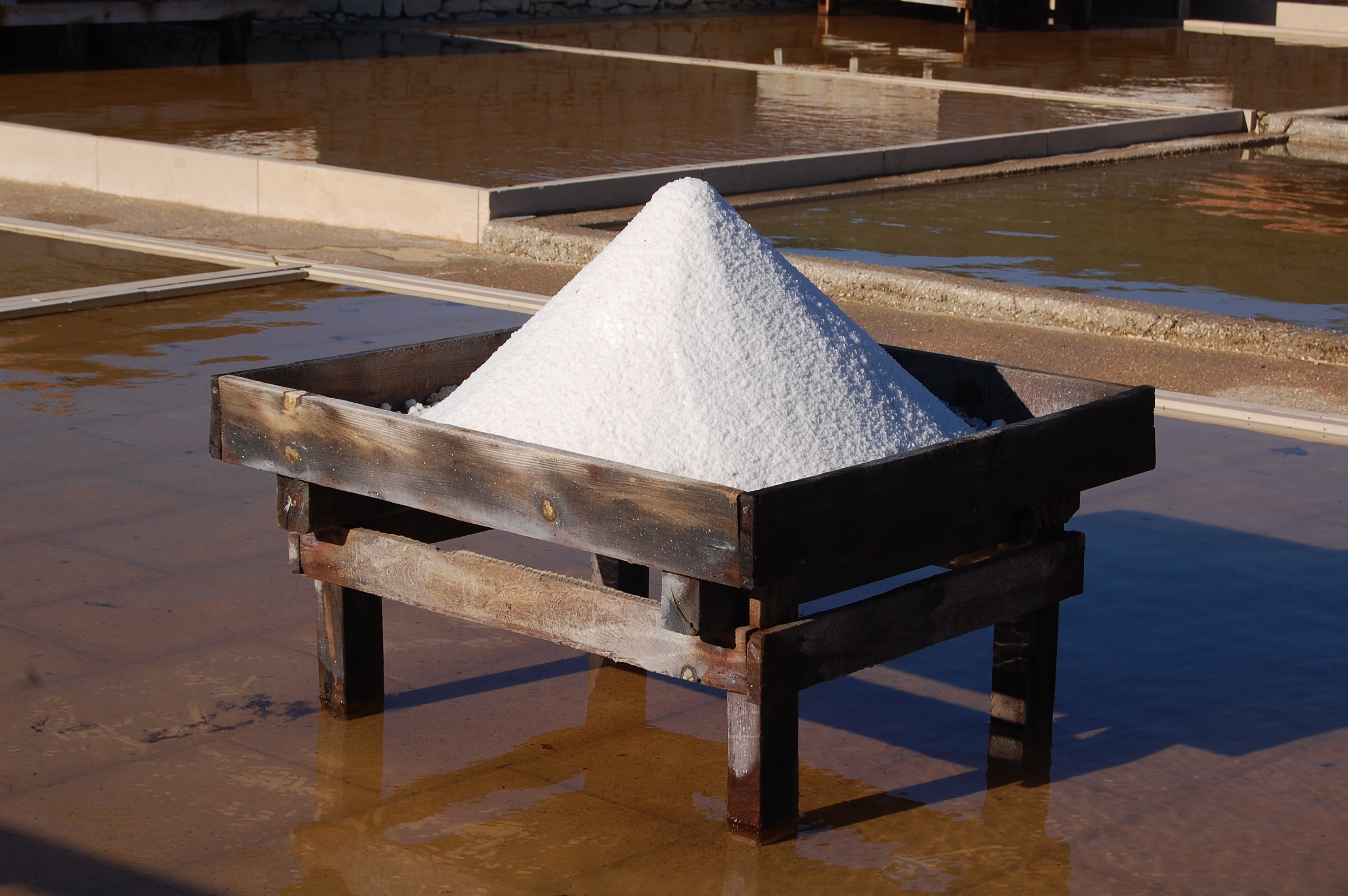
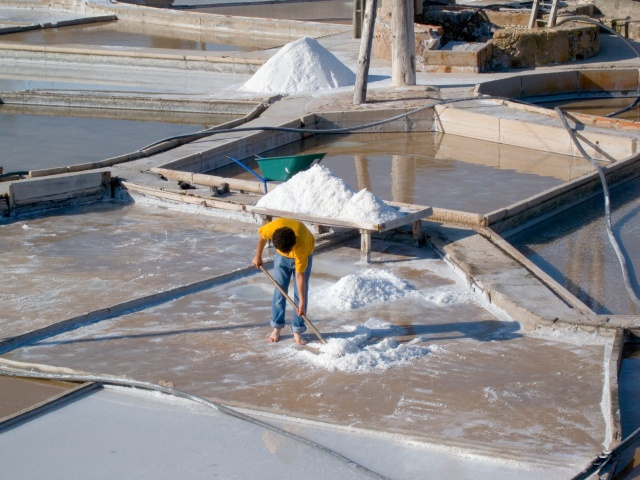